# Noppera-bō

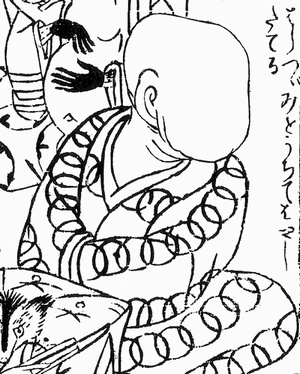
Noppera-bō (Noppera-bō, fantasma sem rosto) do Bakemono Shiuchi Hyōbanki (Yōkai Shiuchi Hyōbanki)

O Noppera-bō(のっぺら坊, Noppera-bō)), ou o fantasma sem rosto, é uma criatura lendária japonesa. Eles são, às vezes, erroneamente referidos como mujina, uma velha palavra japonesa para um texugo ou guaxinim. Embora o Mujina possa assumir a forma do outro, noppera-bō geralmente tomam a forma humana, especialmente de uma bela mulher. Essas criaturas, por vezes, se transformarem em noppera-bō, a fim de assustar os humanos. Lafcadio Hearn usou o nome dos animais, como o título da sua história sobre monstros sem rosto, provavelmente resultando no mau uso da terminologia.
Noppera-bō são conhecidos principalmente por assustar seres humanos, mas geralmente são inofensivos. Eles aparecem primeiro como seres humanos comuns, às vezes passando por alguém familiar para a vítima, antes de fazer sua face desaparecer, deixando um espaço em branco, uma camada lisa de pele onde seu rosto deveria estar.